# Ерик Едман
Ерик Едман (швед. Erik Edman; Хускварна, 11. новембар 1978) је бивши шведски фудбалер који је играо у одбрани.